# نيويورك سيتي إي بريكس 2021
نيويورك سيتي إي بريكس 2021 (بالإنجليزية: 2021 New York City ePrix)‏ هو سباق سيارات فورمولا إي الكهربائية أقيم بتاريخ 10 يوليو 2021 في Brooklyn Street Circuit ‏، نيويورك، الولايات المتحدة، وأحد سباقات بطولة العالم للفورمولا إي 2020–21، وكان أول المنطلقين سام بيرد ‏.
فاز بالمركز الأول  ماكسيميليان غونتر، وفاز بالمركز الأول  سام بيرد ‏.